# Wide Area Augmentation System
Pour les articles homonymes, voir Waas.
Le WAAS (de l'anglais Wide Area Augmentation System) est un système d'aide à la navigation aérienne développé à la demande de l'administration fédérale de la navigation aérienne américaine (Federal Aviation Administration - FAA) pour augmenter les performances du Global Positioning System (GPS). Il s'agit d'améliorer à la fois sa précision, son intégrité et la disponibilité des mesures. Le but est de permettre aux avions de se servir du GPS pour toutes les phases de vol, y compris les phases d'approche aux instruments, vers tout aéroport dans la zone de couverture.
Le WAAS utilise un réseau de stations de référence au sol, en Amérique du Nord et à Hawaii, pour mesurer les petites variations du signal GPS reçu. Les mesures de ces stations de référence sont acheminées vers des stations principales, qui accumulent les corrections de déviation - Deviation Correction (DC) - et envoient des messages vers les satellites géostationnaires du WAAS suffisamment rapidement (au moins toutes les 5 secondes) pour pouvoir être utilisées. Ces satellites diffusent ensuite ces messages et corrections vers la Terre, où les récepteurs de type « WAAS-enabled » peuvent les utiliser pour améliorer la précision.
L'Organisation de l'aviation civile internationale (OACI - ICAO en anglais) dénomme ce type de système un Système d'Augmentation par satellite - Satellite Based Augmentation System (SBAS). L'Europe et l'Asie développent leur propre SBAS, le «  Indian GPS Aided Geo Augmented Navigation » (GAGAN) en Inde, le « European Geostationary Navigation Overlay Service » (EGNOS) en Europe, ainsi que le « Japanese Multi-functional Satellite Augmentation System » (MSAS) au Japon, respectivement. Des systèmes commerciaux comme StarFire et OmniSTAR sont également en cours de développement. Le système européen EGNOS, basé sur un principe similaire, est interopérable avec le WAAS.

## Précision
La spécification du WAAS est de fournir une précision meilleure que 7,6 mètres, aussi bien en latéral qu'en vertical, au moins pendant 95 % du temps. Les performances réelles typiques observées à certains emplacements ont montré qu'il est possible d'atteindre 1 m en latéral et 1,5 m en vertical sur la plus grande partie continentale des États-Unis - le « CONUS » ainsi que sur de larges portions du Canada et de l'Alaska.
Avec ces résultats, le WAAS autorise les approches de type « Catégorie I » pour l'aviation civile pour lesquelles des précisions de 16 m en latéral et 4,0 en vertical sont requises.

## Intégrité
L'intégrité d'un système de navigation peut être définie comme sa capacité à avertir ses utilisateurs suffisamment tôt au cas où des informations erronées seraient fournies qui pourraient devenir dangereuses. La spécification du WAAS demande que le système détecte une erreur des GPS ou du réseau interne au WAAS pour en avertir l'usager dans les 6,2 secondes. Certifier que le WAAS est suffisamment sûr pour être utilisé en vol aux instruments - 'instrument flight rules' (IFR)- nécessite de démontrer qu'il reste seulement une probabilité infinitésimale qu'une erreur excédant la spécification puisse ne pas être détectée. On admet qu'elle doit être inférieure à 1×10-7, ce qui est équivalent à une tolérance de moins de trois secondes cumulées de données erronées par an. L'intégrité fournie est équivalente ou meilleure qu'en utilisant des récepteurs en RAIM.

## Disponibilité
La disponibilité du WAAS est la probabilité qu'il tienne ses spécifications de précision et d'intégrité. Avant l'avènement des SBAS comme le WAAS, le GPS pouvait ne pas être disponible jusqu'à 4 jours par an. La spécification du WAAS garantit une disponibilité de 99,999 % sur toute la zone de service, soit l'équivalent de moins de 5 minutes d'indisponibilité par an,.

## Opérations

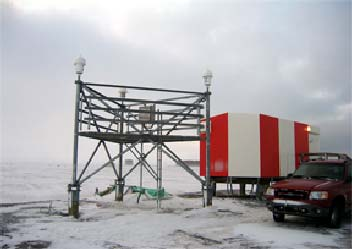
WAAS Reference Station (Barrow, Alaska).

Comme pour le GPS, le WAAS est composé de trois segments principaux : le Segment Sol, le Segment Spatial et le Segment Utilisateur. Le GPS est considéré comme un système indépendant.

### Segment Sol
Le Segment Sol est composé de plusieurs stations de références - Wide-area Reference Stations (WRS). Ces stations, positionnées très précisément, surveillent et collectent les signaux reçus de la constellation GPS, et envoient leurs données vers trois stations principales - Wide-area Master Stations (WMS) - au travers d'un réseau terrestre de communications. Ces stations surveillent également l'intégrité des signaux ré-émis par les satellites géostationnaires du WAAS. En octobre 2007, on compte 38 stations : 20 localisées dans le "CONUS", 7 en Alaska, une à Hawaii, une à Puerto Rico, 5 au Mexique et 4 au Canada,,,.
Avec les données des WRS, les WMS génèrent deux types de corrections : rapides et lentes.
- Les corrections rapides concernent les erreurs susceptibles de changer rapidement et concernent principalement les signaux GPS eux-mêmes, positions instantanées des satellites ou erreurs des horloges embarquées. Ces corrections sont indépendantes de la position de l'usager, autrement dit, elles peuvent être appliquées par n'importe quel récepteur de la couverture WAAS (voir la section Segment spatial ci-dessous).

- Les corrections lentes concernent les corrections à plus long terme des éphémérides et estimations de biais des horloges, de même que les informations sur les retards et erreurs liés à la scintillation ionosphérique. Le WAAS fournit des corrections pour les retards ionosphériques pour un certain nombre d'emplacements types organisés en une grille de points. Voir la section Segment Utilisateur pour plus de détails[1].

Une fois ces corrections générées, les WMS les transmettent à deux stations montantes - Ground Uplink Stations (GUS) - qui les envoient vers les satellites du Segment Spatial pour diffusion vers le Segment Utilisateur.

#### Table des stations WRS de référence du WAAS
Sur le CONUS - partie continentale des États-Unis, chaque zone de contrôle de trafic aérien de la FAA possède une station WAAS de référence, à l'exception de celle d'Indianapolis. Chaque station comporte trois antennes GPS. La table ci-dessous liste chaque emplacement.
| Site                                        | code aéroport | Lat (+N, -S) - Longitude (+E, -W) | Altitude (m) |
| ------------------------------------------- | ------------- | --------------------------------- | ------------ |
| Bethel (Alaska)                             | PABE          | 60° 47′ 16″ N, 161° 50′ 30″ O     | 52,202 m     |
| Billings (Montana)                          | KBIL          | 45° 48′ 13″ N, 108° 32′ 23″ O     | 1 112,261 m  |
| Barrow (Alaska)                             | PABR (en)     | 71° 16′ 58″ N, 156° 47′ 24″ O     | 15,581 m     |
| Cold Bay (Alaska)                           | PACD          | 55° 12′ 01″ N, 162° 43′ 07″ O     | 53,652 m     |
| Fairbanks (Alaska)                          | PAFA          | 64° 48′ 35″ N, 147° 50′ 51″ O     | 149,888 m    |
| Honolulu (Hawaï)                            | PHNL          | 21° 18′ 46″ N, 157° 55′ 15″ O     | 24,922 m     |
| Juneau (Alaska)                             | PAJN          | 58° 21′ 45″ N, 134° 35′ 08″ O     | 16,024 m     |
| Mérida, Yucatán                             | MMMD (en)     | 20° 55′ 55″ N, 89° 39′ 46″ O      | 29,157 m     |
| Mexico                                      | MMMX          | 19° 25′ 54″ N, 99° 04′ 06″ O      | 2 236,638 m  |
| Puerto Vallarta (Jalisco)                   | MMPR          | 20° 40′ 45″ N, 105° 14′ 57″ O     | 11,077 m     |
| San José del Cabo (Basse-Californie du Sud) | MMSD          | 23° 09′ 37″ N, 109° 43′ 04″ O     | 104,286 m    |
| Tapachula (Chiapas)                         | MMTP          | 14° 47′ 29″ N, 92° 22′ 05″ O      | 54,922 m     |
| Kotzebue (Alaska)                           | PAOT          | 66° 53′ 14″ N, 162° 36′ 41″ O     | 10,911 m     |
| Iqaluit (Nunavut)                           | CYFB          | 63° 43′ 53″ N, 68° 32′ 36″ O      | 9,998 m      |
| Gander (Terre-Neuve-et-Labrador)            | CYQX          | 48° 57′ 59″ N, 54° 35′ 51″ O      | 146,891 m    |
| Winnipeg (Manitoba)                         | CYWG          | 49° 54′ 02″ N, 97° 15′ 33″ O      | 222,046 m    |
| Happy Valley-Goose Bay                      | CYYR          | 53° 18′ 31″ N, 60° 25′ 10″ O      | 37,842 m     |
| Albuquerque (Nouveau-Mexique)               | KZAB (en)     | 35° 10′ 25″ N, 106° 34′ 02″ O     | 1 620,154 m  |
| Anchorage, Alaska                           | PAZA (en)     | 61° 13′ 45″ N, 149° 46′ 49″ O     | 80,654 m     |
| Aurora (Illinois)                           | KZAU (en)     | 41° 46′ 57″ N, 88° 19′ 53″ O      | 195,922 m    |
| Nashua (New Hampshire)                      | KZBW (en)     | 42° 44′ 09″ N, 71° 28′ 49″ O      | 39,141 m     |
| Leesburg (Virginie)                         | KZDC (en)     | 39° 06′ 06″ N, 77° 32′ 34″ O      | 80,085 m     |
| Longmont (Colorado)                         | KZDV (en)     | 40° 11′ 14″ N, 105° 07′ 38″ O     | 1 541,389 m  |
| Fort Worth (Texas)                          | KZFW (en)     | 32° 49′ 50″ N, 97° 03′ 59″ O      | 155,604 m    |
| Houston, Texas                              | KZHU (en)     | 29° 57′ 43″ N, 95° 19′ 53″ O      | 10,947 m     |
| Hilliard (Floride)                          | KZJX (en)     | 30° 41′ 56″ N, 81° 54′ 29″ O      | 2,141 m      |
| Olathe (Kansas)                             | KZKC (en)     | 38° 52′ 49″ N, 94° 47′ 27″ O      | 305,814 m    |
| Palmdale (Californie)                       | KZLA (en)     | 34° 36′ 13″ N, 118° 05′ 02″ O     | 763,546 m    |
| Salt Lake City (Utah)                       | KZLC (en)     | 40° 47′ 10″ N, 111° 57′ 08″ O     | 1 287,420 m  |
| Miami (Floride)                             | KZMA (en)     | 25° 49′ 29″ N, 80° 19′ 09″ O      | -7,882 m     |
| Memphis (Tennessee)                         | KZME (en)     | 35° 04′ 03″ N, 89° 57′ 19″ O      | 68,788 m     |
| Farmington (Minnesota)                      | KZMP (en)     | 44° 38′ 15″ N, 93° 09′ 07″ O      | 262,667 m    |
| Ronkonkoma                                  | KZNY          | 40° 47′ 03″ N, 73° 05′ 50″ O      | 6,108 m      |
| Fremont (Californie)                        | KZOA (en)     | 37° 32′ 35″ N, 122° 00′ 57″ O     | -3,459 m     |
| Oberlin (Ohio)                              | KZOB (en)     | 41° 17′ 50″ N, 82° 12′ 23″ O      | 224,115 m    |
| Auburn (Washington)                         | KZSE (en)     | 47° 17′ 13″ N, 122° 11′ 18″ O     | 82,128 m     |
| San Juan (Porto Rico)                       | TJZS          | 18° 25′ 52″ N, 65° 59′ 37″ O      | -28,547 m    |
| Hampton (Géorgie)                           | KZTL (en)     | 33° 22′ 47″ N, 84° 17′ 48″ O      | 261,142 m    |

## Segment Spatial

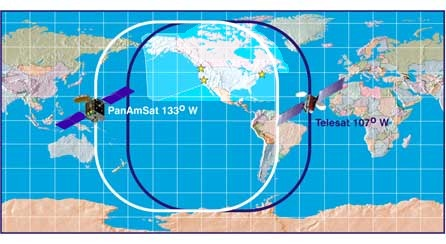
Current WAAS satellite signal footprint

Le Segment Spatial consiste en plusieurs satellites géostationnaires - donc, situés à une orbite bien plus élevée que celle des GPS - qui diffusent les messages de correction en provenance des GUS vers le Segment Utilisateur. Ces satellites diffusent aussi des messages similaires à ceux des GPS, simulant des satellites GPS complémentaires. Le Segment spatial est actuellement constitué de deux satellites commerciaux de télécommunications, Galaxy 15 et Anik F1R.
Voici leur position et le numéro de pseudo-satellite GPS qu'ils utilisent(le "PRN" qui s'affiche sur un récepteur). Plus de détails sont disponibles sur ces satellites, en anglais.
| Nom du satellite & détails | NMEA / PRN          | Position |
| -------------------------- | ------------------- | -------- |
| Galaxy 15                  | NMEA #48 / PRN #135 | 133°W    |
| Anik F1R                   | NMEA #51 / PRN #138 | 107.3°W  |

Historiquement, deux satellites de l'organisation Inmarsat étaient initialement utilisés :
| Nom du satellite & détails | NMEA / PRN          | Position | Commentaire              |
| -------------------------- | ------------------- | -------- | ------------------------ |
| Pacific Ocean Region (POR) | NMEA #47 / PRN #134 | 178°E    | Ne transmet plus le WAAS |
| Atlantic Ocean Region-West | NMEA #35 / PRN #122 | 142°W    | Ne transmet plus le WAAS |

## Segment Utilisateur
Le Segment Utilisateur est constitué des récepteurs GPS et WAAS, qui utilisent l'information diffusée par la constellation des satellites GPS pour déterminer sa position et le temps courant. Ils reçoivent aussi les messages du WAAS venant du Segment Spatial.
Deux types de corrections, lentes et rapides sont utilisés.
Le récepteur GPS peut appliquer immédiatement les corrections rapides, qui incluent une position satellite corrigée, des données de correction de l'horloge, ce qui permet de déterminer la position du récepteur en utilisant les calculs habituels des récepteurs GPS.
Une fois une position approximative établie, le récepteur commence à utiliser les corrections lentes pour améliorer la précision du positionnement. Les corrections concernent notamment le retard ionosphérique. Dans son trajet du satellite au récepteur, le signal satellite traverse l'ionosphère. Le récepteur calcule le point où le signal entre dans la ionosphère, et, quand il a reçu une donnée concernant ce point, applique la correction correspondante afin de compenser la variation de trajet introduite par les conditions ionosphériques.
Les données de correction lente peuvent être mises à jour toutes les minutes si nécessaire. Cependant les corrections d'éphéméride et d'erreur ionosphérique ne changent pas si rapidement et ne sont mises à jour que toutes les deux minutes, tout en étant valables pour les 6 minutes qui suivent

## Historique
| Année | Date             | Événement |
| ----- | ---------------- | --- |
| 2008  |                  | De nouvelles stations WRS sont mises en service au Mexique et au Canada, étendant la zone de couverture du service WAAS                                     |
| 2007  |                  | Galaxy XV (NMEA#48) débute la transmission des messages de corrections certifiés, restaurant le service WAAS sur le nord-est des États-Unis                 |
| 2006  | Mars 2006        | Le WAAS est autorisé à fournir une aide à la navigation aéronautique jusqu'à 200 pieds au-dessus d'un terrain d'aéroport en approche aux instruments en LPV |
|       | Février 2006     | Le satellite Inmarsat AOR-W (NMEA#35) est déplacé de la position 54° ouest à 142 ° ouest, interrompant le service WAAS sur le nord-est des États-Unis       |
| 2005  | 13 octobre 2005  | Lancement du satellite géostationnaire de télécommunication Galaxy XV (NMEA#48) de Panamsat                                                                 |
|       | 9 septembre 2005 | Lancement du satellite géostationnaire de télécommunication Anick F1R (NMEA#51) de Telesat                                                                  |
|       | Juin 2005        | Installation de la première station internationale WRS à Gander, au Labrador (province Terre-Neuve-et-Labrador, Canada)                                     |
|       | Mars 2005        | La FAA sélectionne Lockheed Martin comme nouveau maître d'œuvre pour le segment de contrôle au sol                                                          |
| 2004  | Octobre 2004     | la FAA autorise le Garmin 480 comme premier équipement d'avionique embarqué compatible WAAS pour des approches en LPV                                       |
|       | Septembre 2004   | Les campagnes de tests de compatibilité des nouveaux sites pour le WAAS au Canada et en Alsaka sont terminées.                                              |
| 2003  | 10 juillet 2003  | L'administration fédérale de l'aviation civile américaine, la FAA, recette le Wide Area Augmentation System (WAAS)                                          |
|       | 31 mars 2003     | Premier vol commercial réalisé par Capstone utilisant un récepteur TSO-145 GPS/WAAS                                                                         |
| 2002  |                  | |
| 2001  |                  | |
| 2000  |                  | |
| 1999  | Décembre 1999    | Premier signal de test WAAS transmis par satellite |
| 1998  | Janvier 1998     | Rachat de Hughes Aircraft par Raytheon Systems, et transfert du contrat WAAS à Raytheon                                                                     |
| 1997  | Juin 1997        | Lancement du satellite géostationnaire de télécommunications maritimes AOR-W (NMEA#35) par Inmarsat                                                         |
| 1996  | Décembre 1996    | Lancement du satellite géostationnaire de télécommunications maritimes POR (NMEA#47) par Inmarsat                                                           |
|       | Octobre 1996     | Le contrat pour réalisation de la phase 1 est confié à Hughes Aircraft le 1er avril 1999                                                                    |
|       | Avril 1996       | Le contrat Wilcox est interrompu à la suite de difficultés techniques trop importantes                                                                      |
|       | Février 1996     | L'architecture du WAAS, version 1.5 est livrée. |
| 1995  | août 1995        | Wilcox Electric remporte un contrat pour développer le WAAS                                                                                                 |

## Comparaison de précision entre différents systèmes de positionnement par radionavigation
| Système                                               | Précision à 95 % (Latérale / Verticale) | Détails |
| ----------------------------------------------------- | --------------------------------------- | --- |
| LORAN-C / Spécification                               | 460 m / 460 m                           | Précision absolue spécifiée pour le système LORAN-C. |
| Distance Measuring Equipment (DME) Spécification      | 185 m (Linear)                          | Le DME est une aide de radionavigation qui peut calculer la distance linéaire entre un aéronef et l'équipement DME au sol. |
| GPS / Spécification                                   | 100 m / 150 m                           | La précision spécifiée du système GPS en usage civil, avec l'option Selective Availability' (SA) éteinte. La SA a été employée par le gouvernement américain jusqu'au 1er mai 2000. |
| LORAN-C / Mesures répétables constatées               | 50 m / 50 m                             | Le rapport des garde-côtes américains mentionne des précisions en « retour sur position » de 50 mètres en mode différence de temps. |
| E-LORAN / Mesures répétables                          |                                         | Par des récepteurs LORAN-C modernes, qui utilisent tous les signaux disponibles simultanément et des antennes polarisées sur le champ magnétique |
| Differential global positioning system (DGPS)         | 10 m / 10 m                             | Ceci est la précision dans le pire cas du GPS différentiel Differential global positioning system (DGPS). D'après le rapport 2001 sur les systèmes de radionavigation fédéraux (FRS) publié conjointement par les ministères américains des Transports (DOT) et de la Défense (DoD), la précision se dégrade en s'éloignant de l'équipement. La précision peut être < 1 m mais elle est normalement < 10 m. |
| Wide Area Augmentation System (WAAS) / Spécification  | 7,6 m / 7,6 m                           | Précision pire cas que le WAAS doit tenir en approche de précision. |
| GPS / Mesuré                                          | 2,5 m / 4,7 m                           | Valeur réellement mesurée du système, en excluant les erreurs dues au récepteurs, sans la SA, en se basant sur les résultats de l'agence pour l'aviation civile américaine (FAA) utilisant le banc de test " National Satellite Test Bed - NSTB ". |
| WAAS / Mesuré                                         | 0,9 m / 1,3 m                           | Valeur réellement mesurée du système, en excluant les erreurs dues aux récepteurs, d'après les résultats sur le NSTB. |
| Local Area Augmentation System (LAAS) / Spécification |                                         | Le but du programme LAAS program est de fournir une capacité Catégorie III ILS. Ceci permet un atterrissage avec une visibilité nulle sur pilote automatique et indique une très haute précision < 1 m. |

### Sources
- (en) Cet article est partiellement ou en totalité issu de l’article de Wikipédia en anglais intitulé « Wide Area Augmentation System » (voir la liste des auteurs).